# Stipa
Stipa o Achnatherum és un gènere de plantes de la família de les poàcies, ordre de les poals, subclasse de les commelínides, classe de les liliòpsides, divisió dels magnoliofitins. Consta d'uns tres centenars espècies de plantes perennes. Habiten en prats i estepes o en la sabana. Algunes associacions de plantes estan dominades per plantes del gènere Stipa. Moltes espècies són plantes farratgeres importants. Algunes són plantes ornamentals: Stipa brachytricha, S. arundinacea, S. splendens, S. calamagrostis, S. gigantea i S. pulchra. L'espart és l'espècie Stipa tenacissima.

## Taxonomia
Llista no exhaustiva.
- Stipa arundinacea
- Stipa avenacea
- Stipa baicalensis Roshev.
- Stipa barbata Desf.
- Stipa bavarica
- Stipa borysthenica
- Stipa brachytricha – Corea
- Stipa canadensis
- Stipa capensis
- Stipa capillata
- Stipa comata
- Stipa gobica de l'estepa desèrtica i del Gobi
- Stipa grandis P.A.Smirn.
- Stipa joannis Čelak.
- Stipa leptogluma
- Stipa mexicana
- Stipa milleana
- Stipa mollis
- Stipa pennata L.
- Stipa spartea
- Stipa tirsa Steven
- Stipa tulcanensis
- Stipa viridula[3]
- Stipa zalesskyi